# Списък с епизоди на „Добрата съпруга“
„Добрата съпруга“ (на английски: The Good Wife) е съдебно-драматичен телевизионен сериал, създаден от Робърт и Мишел Кинг, в който се излъчва за първи път по CBS на 22 септември 2009 г. Сериалът разказва историята на Алиша Флорик (Джулиана Маргулис), в който нейния съпруг (Крис Нот) е в затвора след замесването му в корупция и секс скандал. Тя се връща отново в старата си работа като адвокат-защитник под Уил Гарднър и Даян Локхарт (Джош Чарлс и Кристин Барански), за да възстановят нейната репутация за осигуряването на двете й деца, Грейс и Зак (Макензи Вега и Греъм Филипс).
На 11 май 2015 г., CBS подновява сериала за седми сезон. Обявено е във реклама, че по време на излъчването на Super Bowl 50, че седмия сезон ще е последен сезон на сериала. В хода на сериала, 156 епизода на „Добрата съпруга“ е излъчен повече от седем сезона, между 22 септември 2009 г. и 8 май 2016 г.

## Общ преглед
| Сезон | Сезон | Епизоди | Излъчване         | Излъчване     |
| Сезон | Сезон | Епизоди | Премиера          | Финал         |
| ----- | ----- | ------- | ----------------- | ------------- |
|       | 1     | 23      | 22 септември 2009 | 25 май 2010   |
|       | 2     | 23      | 28 септември 2010 | 17 май 2011   |
|       | 3     | 22      | 25 септември 2011 | 29 април 2012 |
|       | 4     | 22      | 30 септември 2012 | 28 април 2013 |
|       | 5     | 22      | 29 септември 2013 | 18 май 2014   |
|       | 6     | 22      | 21 септември 2014 | 10 май 2015   |
|       | 7     | 22      | 4 октомври 2015   | 8 май 2016    |